# Luna 11
Luna 11 je sonda ze Sovětského svazu, která se stala v roce 1966 umělou družicí Měsíce. V katalogu COSPAR byla později označena jako 1966-078A.

## Popis sondy
Typ E-6LF byl vyroben jako všechny Luny počínaje Lunou 9 v konstrukčním středisku OKB Lavočkina v Chimkách. Oproti předchozí sondě Luna 10 byl poněkud jiného typu, protože i určení bylo jiné.
Základem konstrukce tříose stabilizované sondy byl raketový kapalinový motor napojený přes čerpadla na nádrže s pohonnými hmotami. Další motorky byly umístěny po straně na nosnících, dále byly namontovány nádržky na stlačený plyn používaný pro korekční motorky. Pak zde bylo pouzdro se systémem orientace sondy podle hvězd. Dále zde byla vysílací aparatura pro přenos signálů na Zemi, chemické akumulátory, snímací aparatura ke snímkování povrchu Měsíce, detektory mikrometeoritů a přístroje pro měření radiace. Hmotnost sondy byla 1638 kg.

## Průběh letu
Start nosné rakety Molnija se sondou byl dopoledne 24. srpna 1966 z kosmodromu Bajkonur. Nejprve byla vynesena na nízkou oběžnou dráhu 177–190 km nad Zemí (též uváděna jako parkovací).
Dne 26. srpna 1966 byla večer provedena korekce dráhy sondy. Večer dalšího dne byla sonda uvedena na oběžnou dráhu Měsíce (protáhlá elipsa 160–1200 km od povrchu) a započala měření.
Chemické baterie vydržely dodávat energii do 1. října 1966, pak se sonda odmlčela. V tu dobu měla za sebou 277 oběhů a 137 radiových relací na Zem.